# Marasme des Oréades
Ne doit pas être confondu avec Tricholome de la Saint-Georges.
Marasmius oreades
Espèce
Marasmius oreades, le Marasme des Oréades ou Faux Mousseron,  aussi connu sous une multitude de noms locaux comme Bouton de guêtre ou Cariolette, est une espèce de champignons basidiomycètes comestibles de la famille des Marasmiaceae. Espèce commune poussant presque exclusivement en rond de sorcière, elle est caractérisée par son pied résistant à la torsion.

## Systématique
Le nom scientifique complet (avec auteur) de ce taxon est Marasmius oreades (Bolton) Fr..
L'espèce a été initialement classée dans le genre Agaricus sous le basionyme Agaricus oreades Bolton.

### Synonymes
Marasmius oreades a pour synonymes :
- Agaricus caryophyllaceus Schaeff.
- Agaricus caryophylleus Schaeff.
- Agaricus coriaceus Lightf.
- Agaricus oreades Bolton
- Agaricus oreades var. albidus Schulzer
- Agaricus pratensis Huds.
- Agaricus pseudomouceron Bull.
- Chamaeceras albidus (Schulzer) Kuntze
- Chamaeceras caryophylleus (Schaeff.) Kuntze
- Collybia oreades (Bolton) P.Kumm.
- Gymnopus pratensis Gray
- Marasmius caryophyllaceus (Schaeff.) J.Schröt.
- Marasmius caryophyllaceus f. elongatus Hruby
- Marasmius caryophylleus (Schaeff.) J.Schröt.
- Marasmius caryophylleus f. elongatus Hruby
- Marasmius caryophyllus (Schaeff.) J.Schröt.
- Marasmius oreades var. longipes Gillot
- Pleurotus caryophylleus (Schaeff.) Sacc.
- Scorteus oreades (Bolt.) Earle
- Scorteus oreades (Bolton) Millsp.

### Phylogénie
Le genre Marasmius auquel il appartient compte de nombreuses espèces caractérisées par leur résistance à la pourriture et leur aptitude à reprendre après dessiccation leur consistance première si on les humecte.

### Étymologie
Bien que l'on trouve ce champignon jusqu'en plaine, les Oréades auxquelles il est dédié sont, comme leur nom l'indique, des nymphes des montagnes.

### Noms vulgaires et vernaculaires
Ce taxon porte en français les noms vernaculaires ou normalisés suivants : Marasme des Oréades, Faux mousseron, Mousseron d'automne, Bouton de guêtre, Cariolette,,.
L'appellation « faux mousseron » le distingue des nombreuses autres espèces baptisées « mousseron » selon les régions, dont le Tricholome de la Saint-Georges qui pour les puristes serait le mousseron vrai, cela n'empêchent cependant pas M. oreades d'être nommé Mousseron dans certaines localités. Lequel d'entre les mousserons est à l'origine de l'anglais mushroom est bien difficile à dire.

## Description du sporophore
Son chapeau mesure de 2 à 6 cm, d'un roux pâle blanchissant encore par la sécheresse, ou fauve un peu carné, chamois ou brunâtre, coriace, élastique, campanulé puis étalé, bosselé et restant longtemps mamelonné, sillonné à la marge.
Les lames sont blanc carné, épaisses, assez larges, très espacées et interveinées, libres.
Son pied est cylindrique, 4 à 10 cm, grêle, plus pâle que le chapeau et s'éclaircissant vers le sommet, creux et élastique, très coriace, il se tord en se desséchant.
La chair est mince, pâle, difficilement putrescible et partiellement hygrophane. Son odeur est caractéristique de foin coupé puis de sciure fraîche légèrement cyanique se développant encore plus par dessiccation.

## Galerie

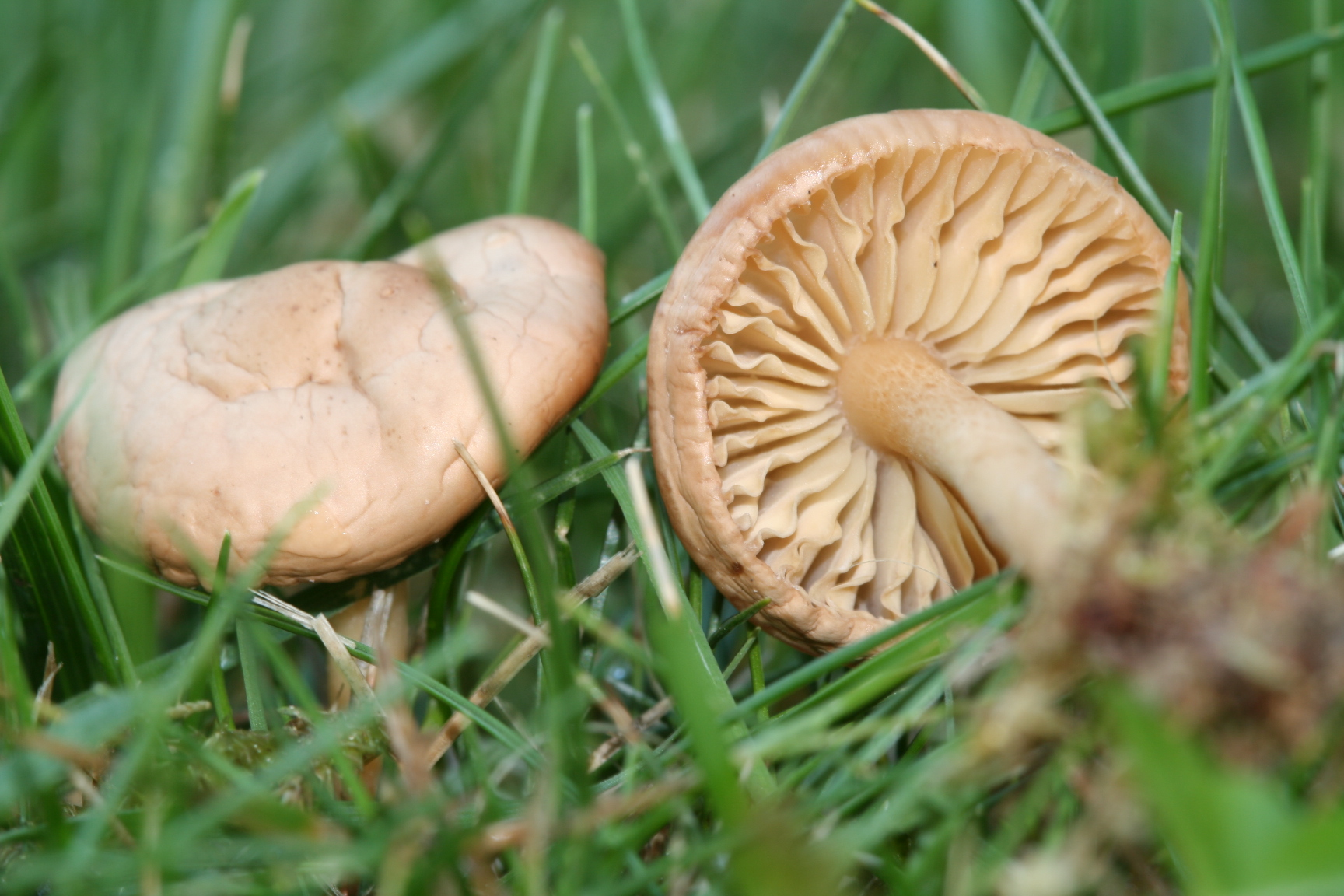
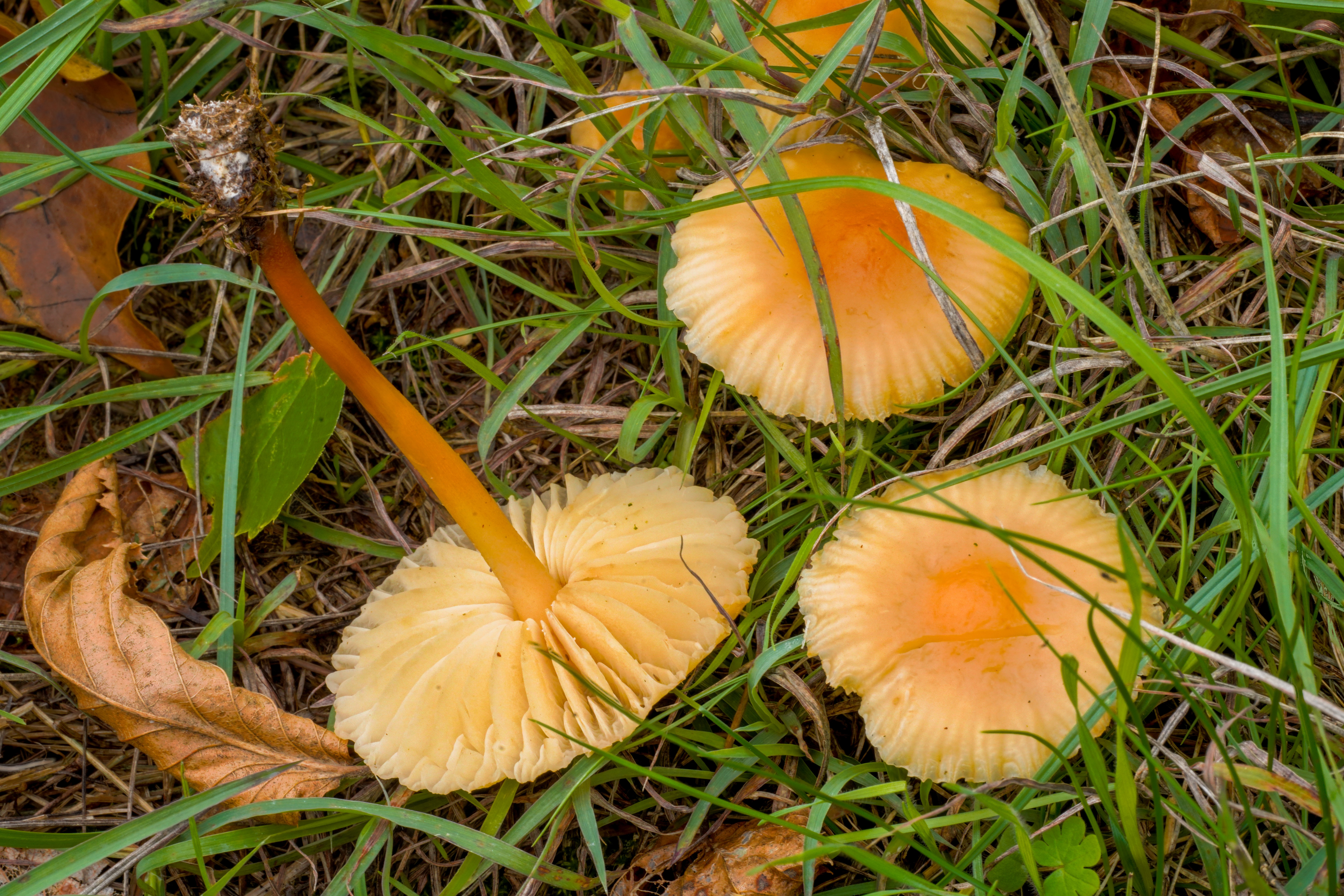
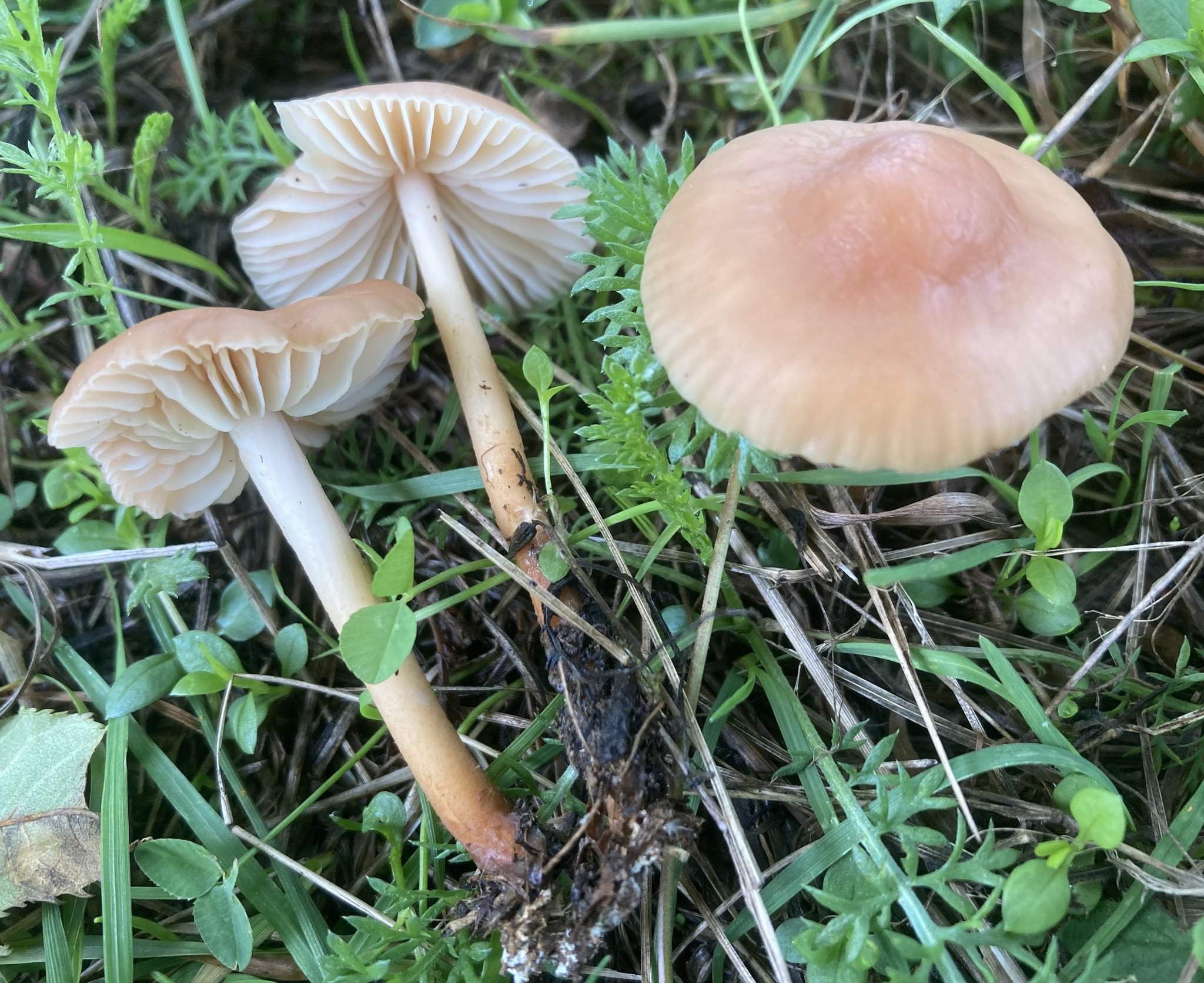
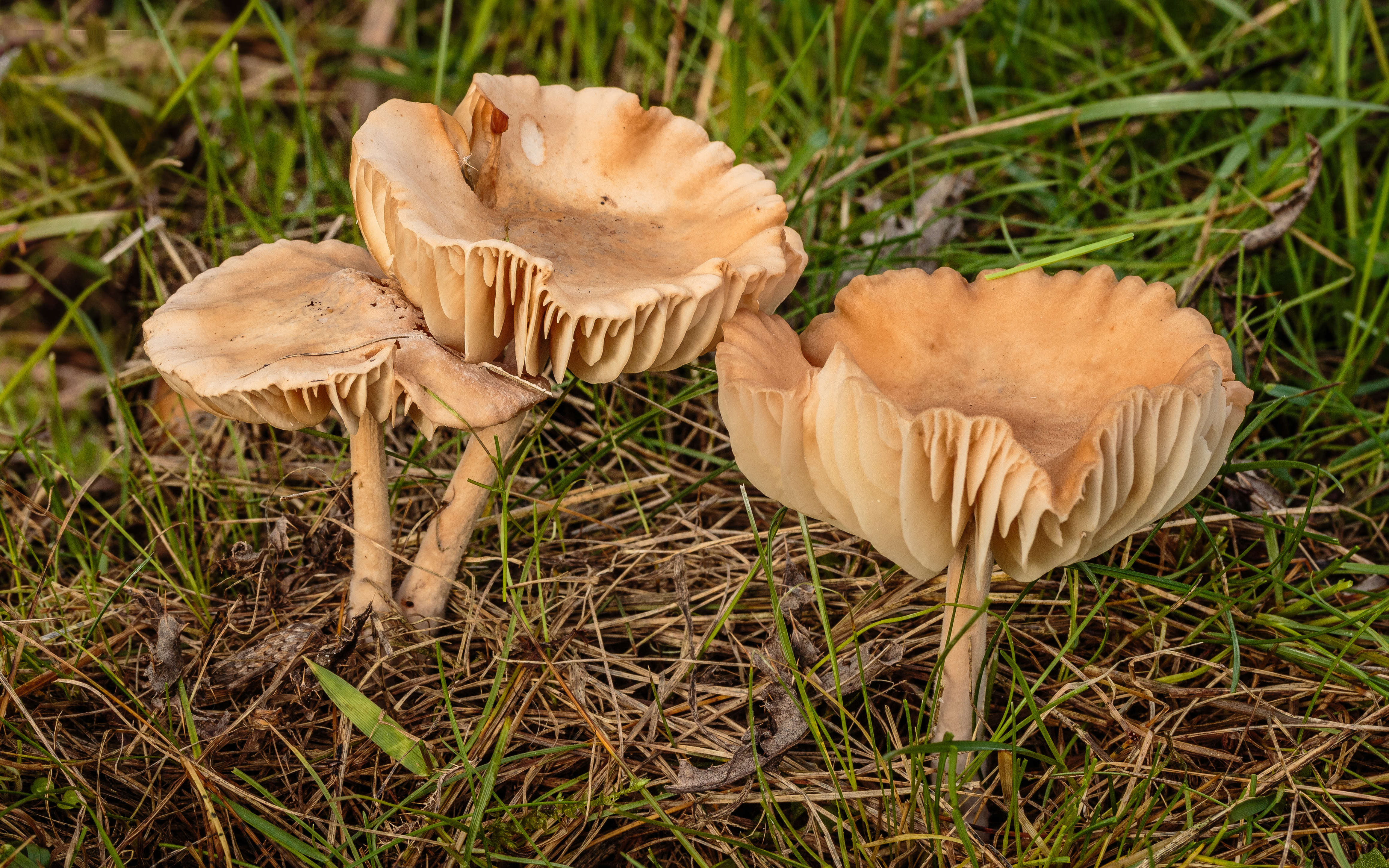
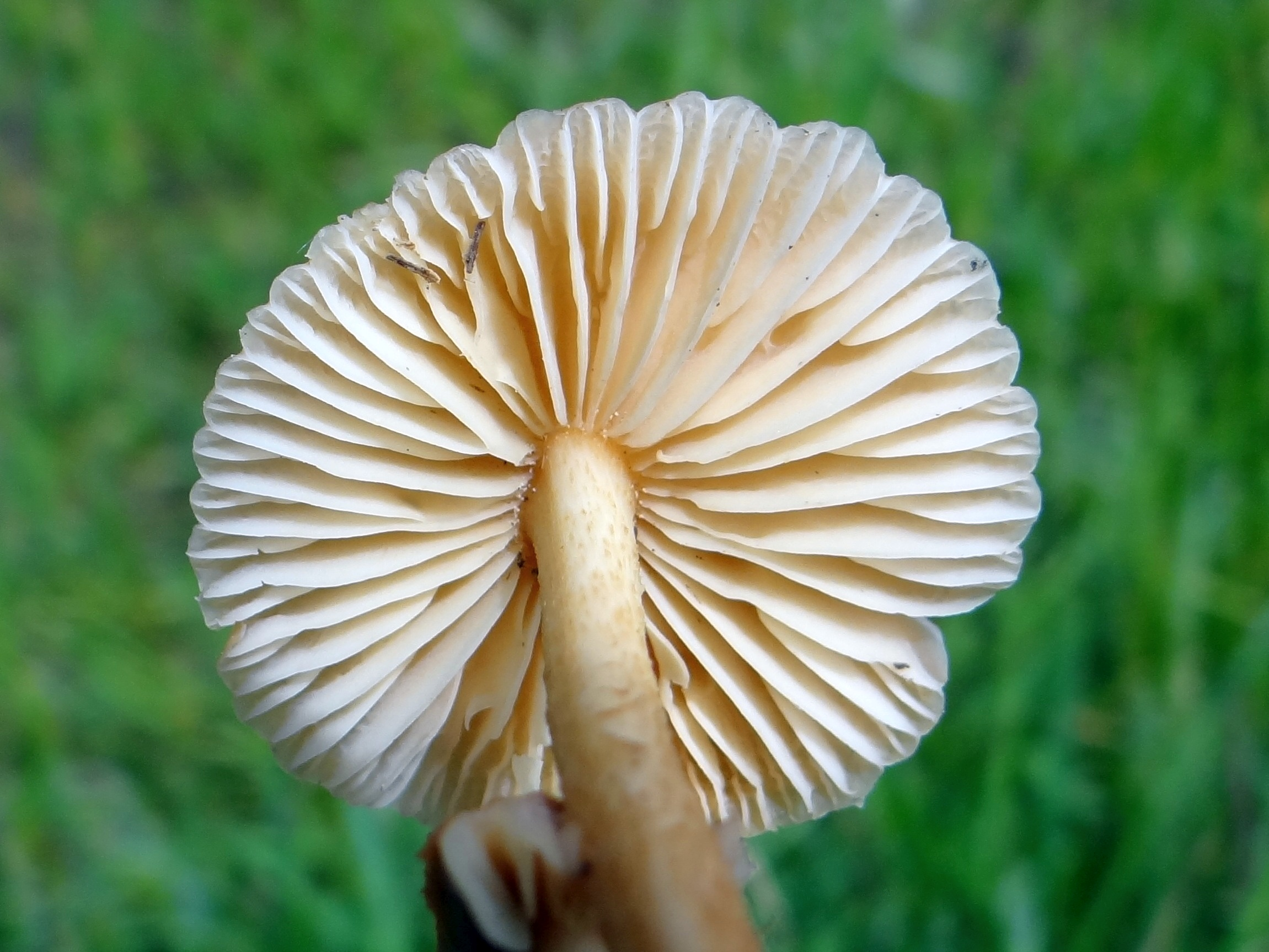
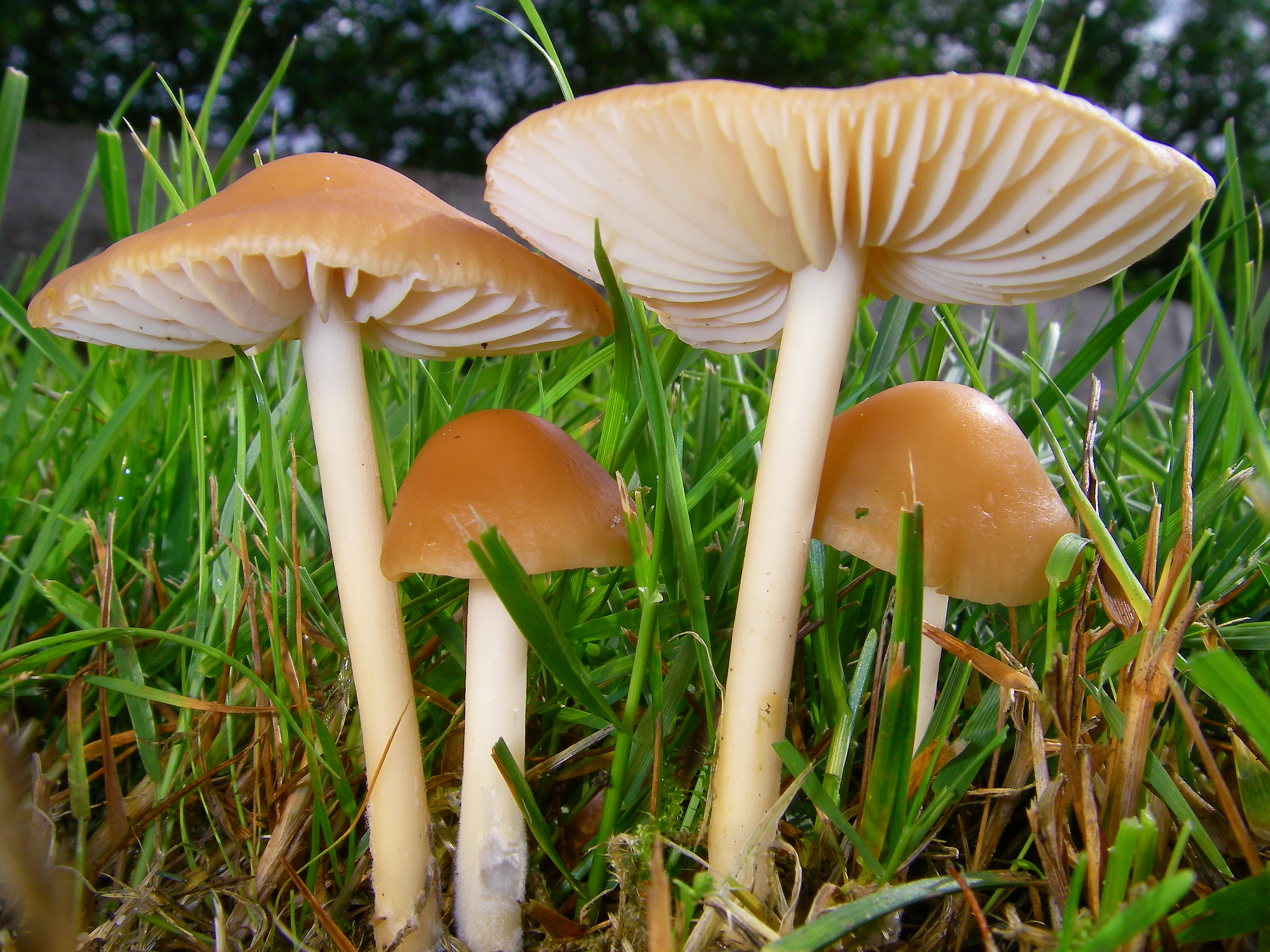
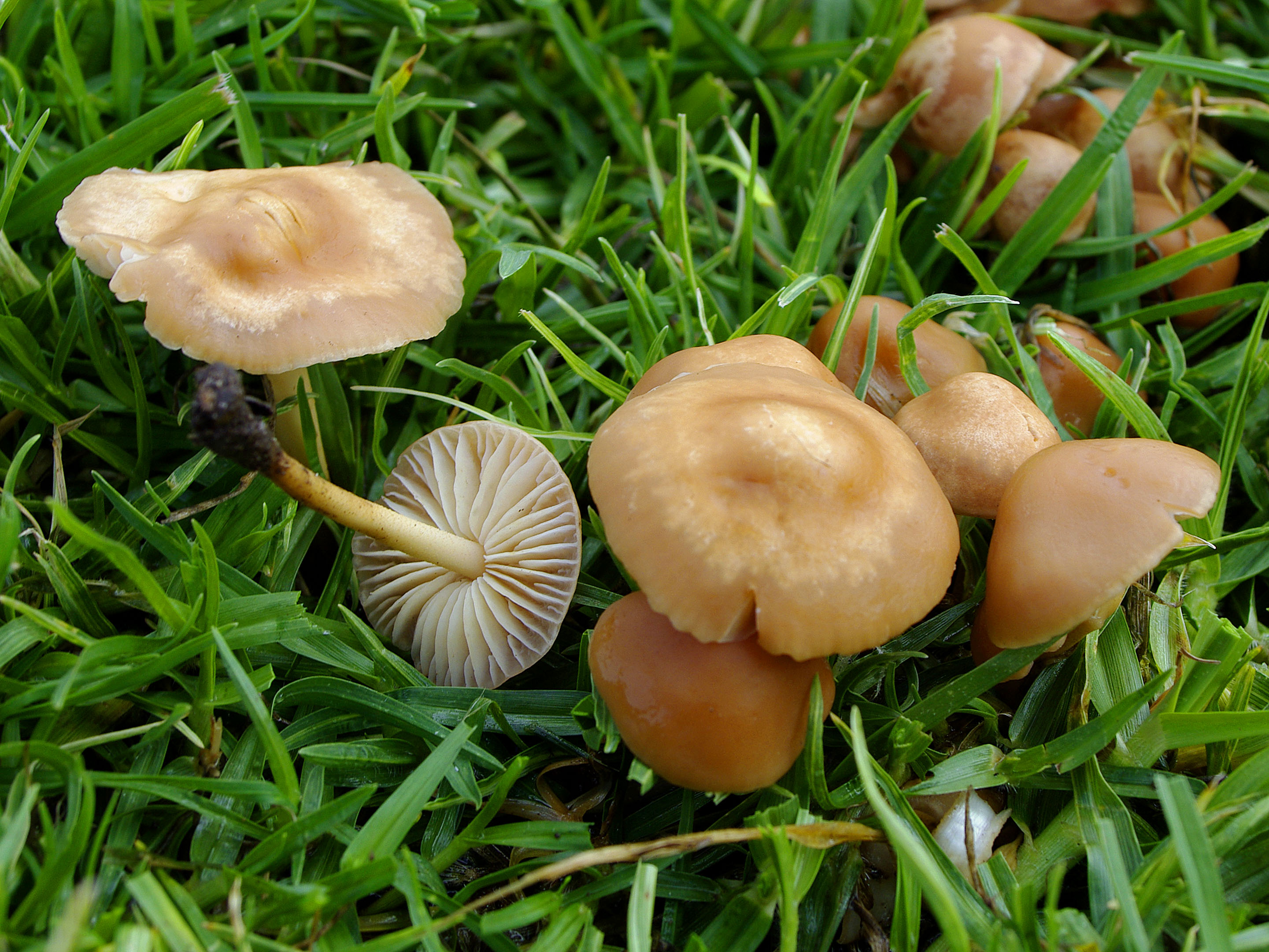
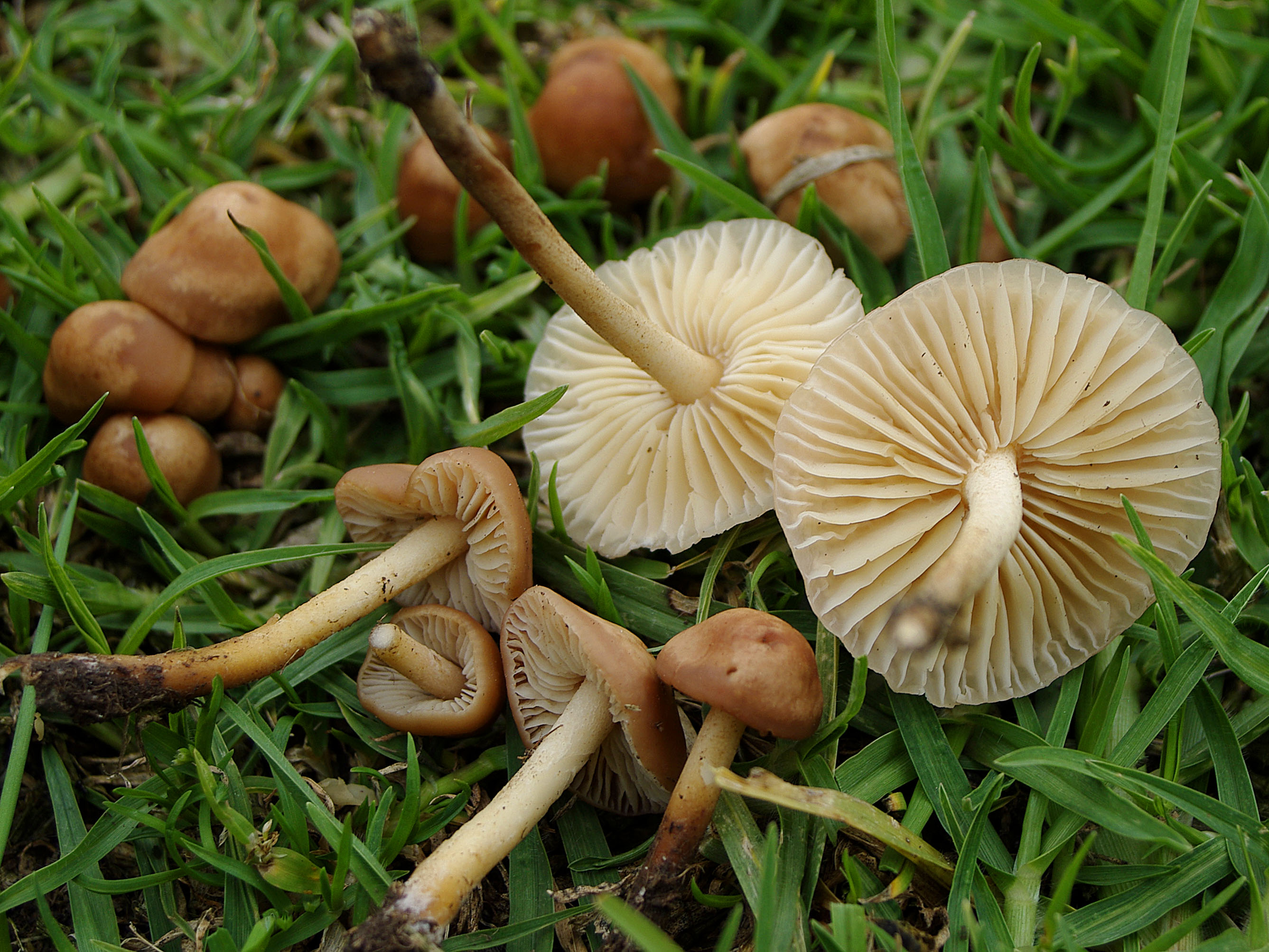
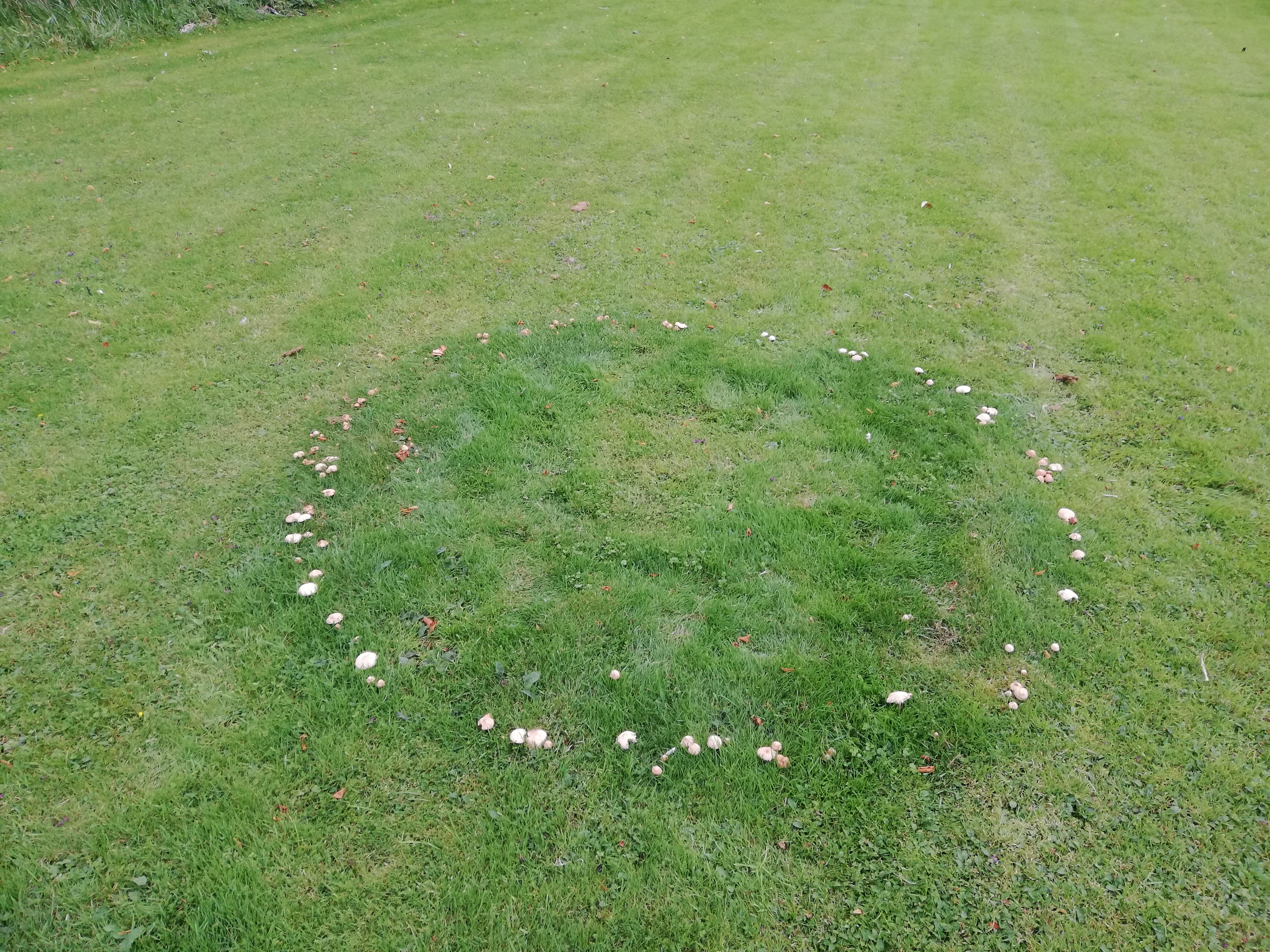
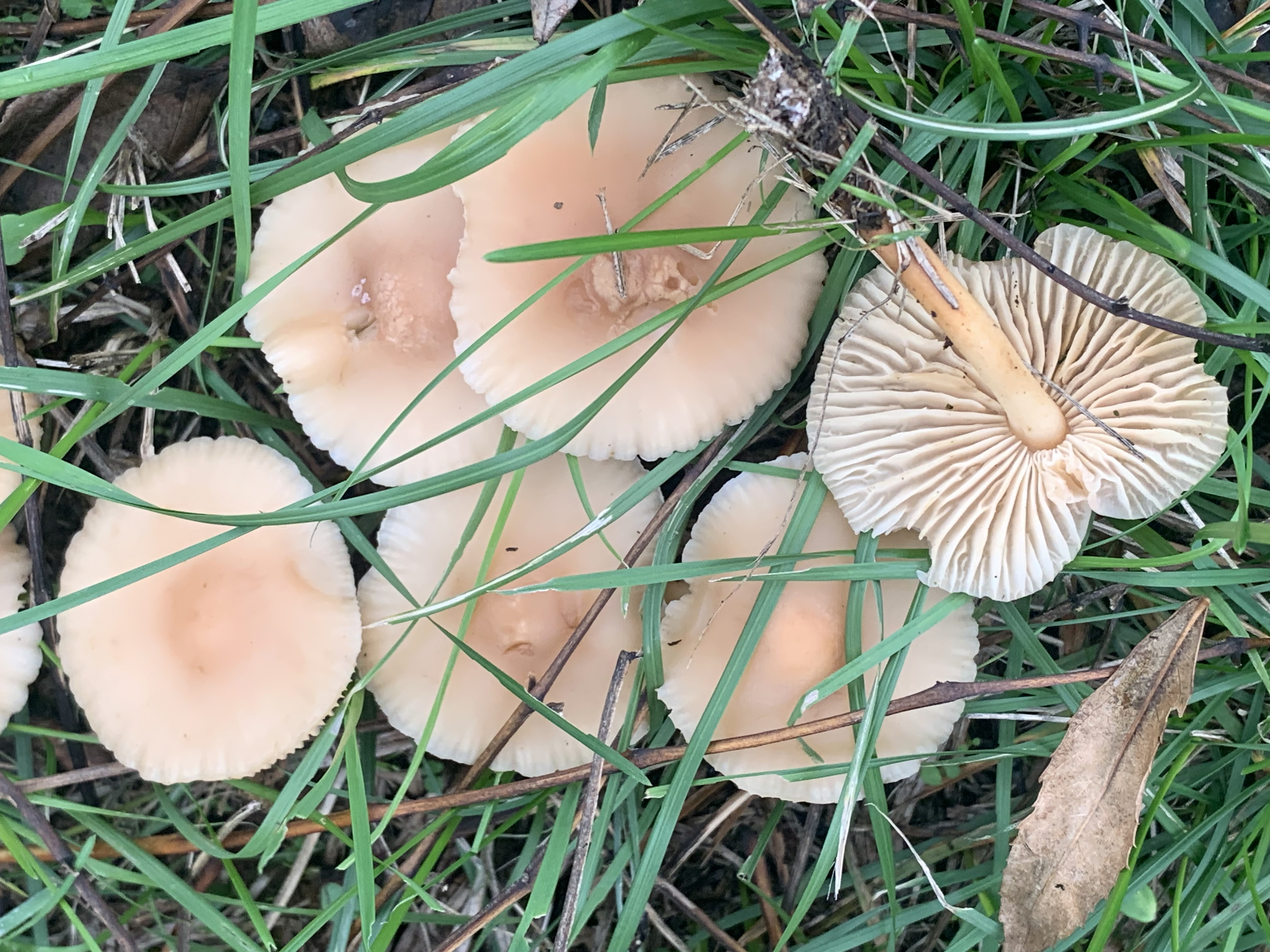
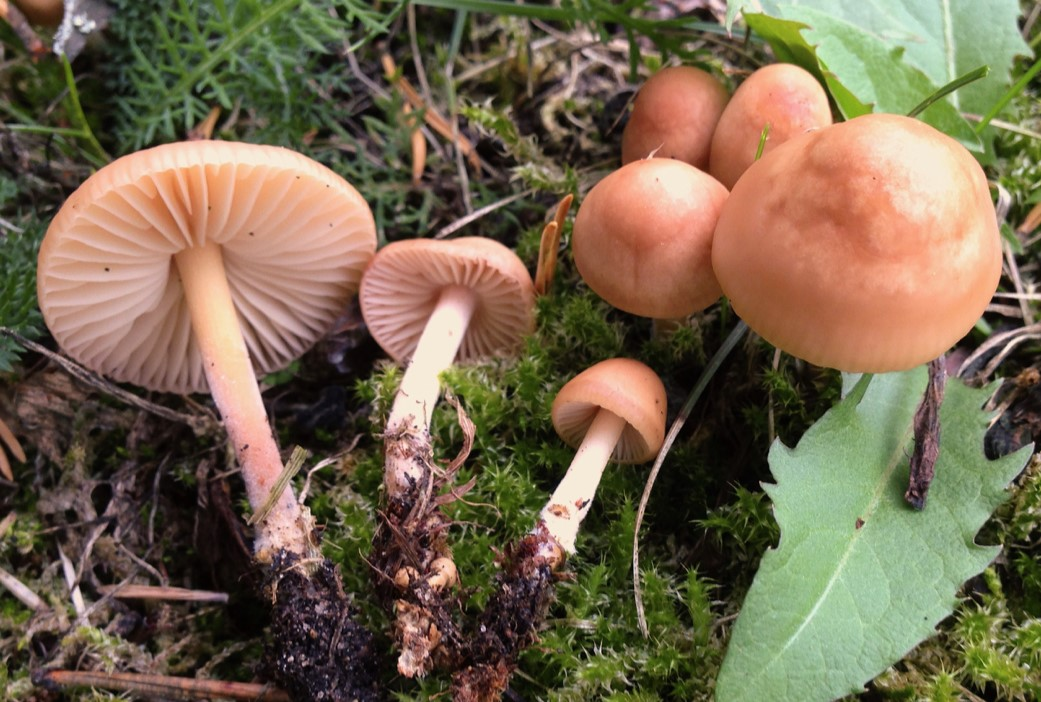
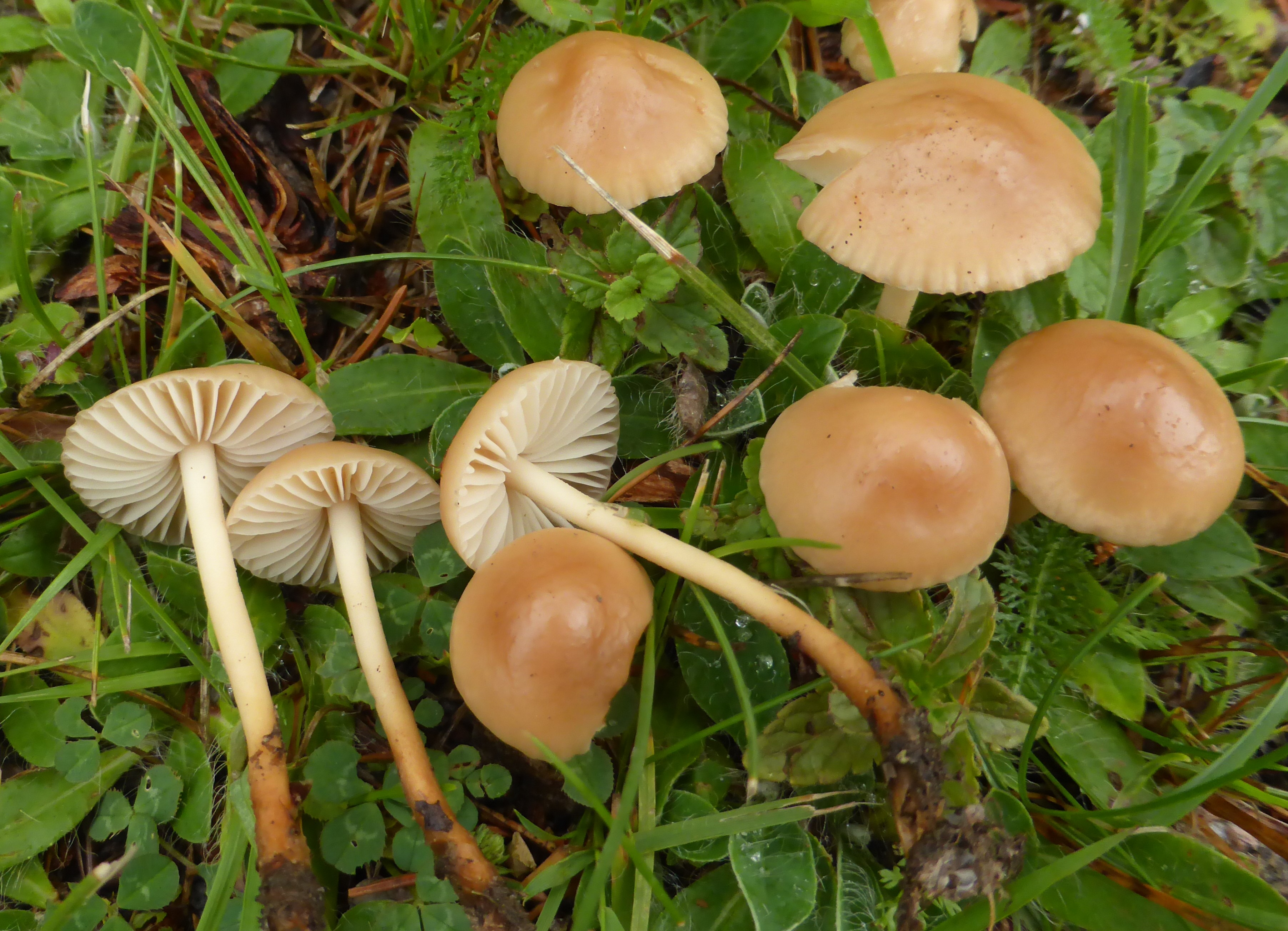
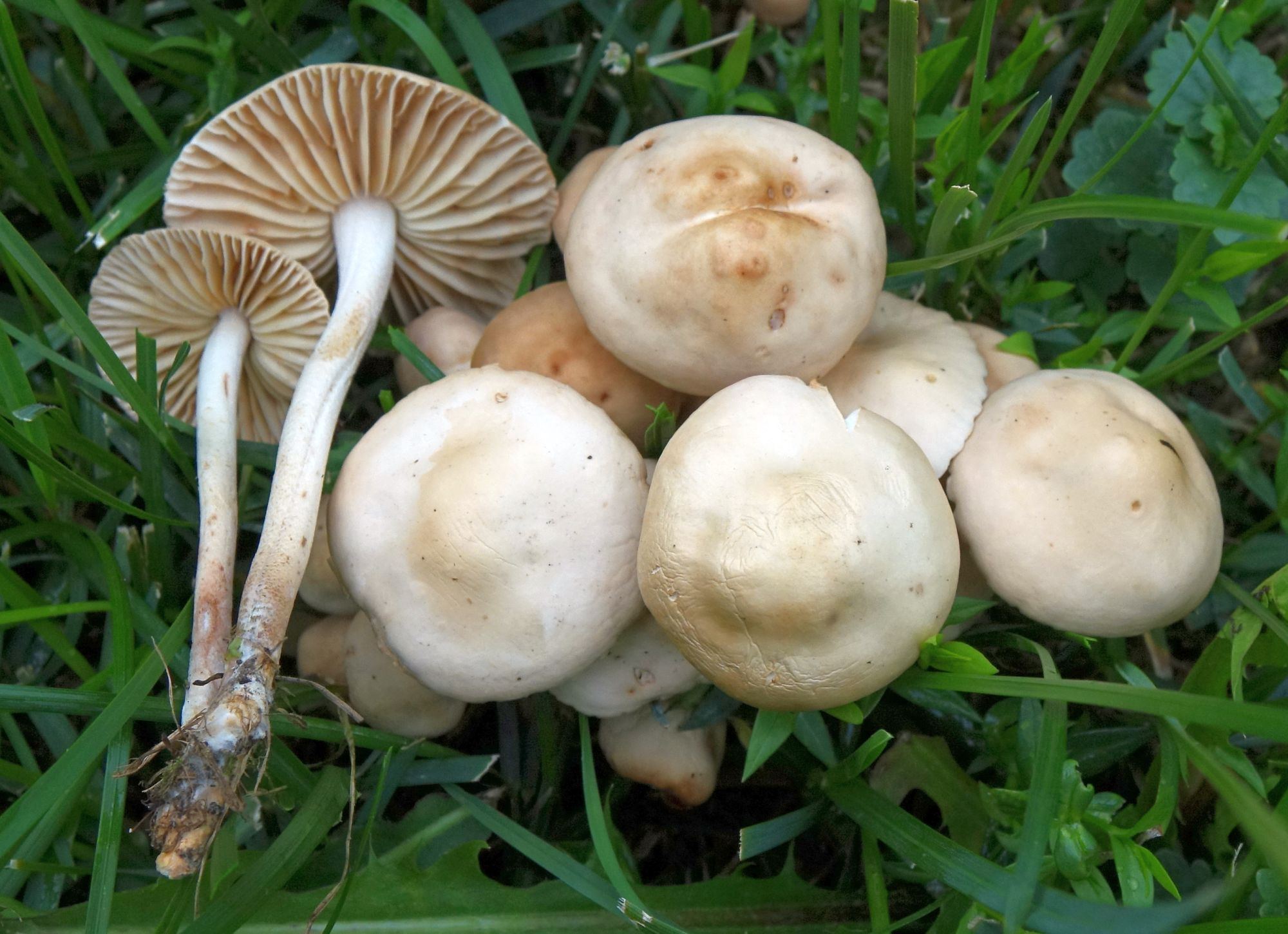
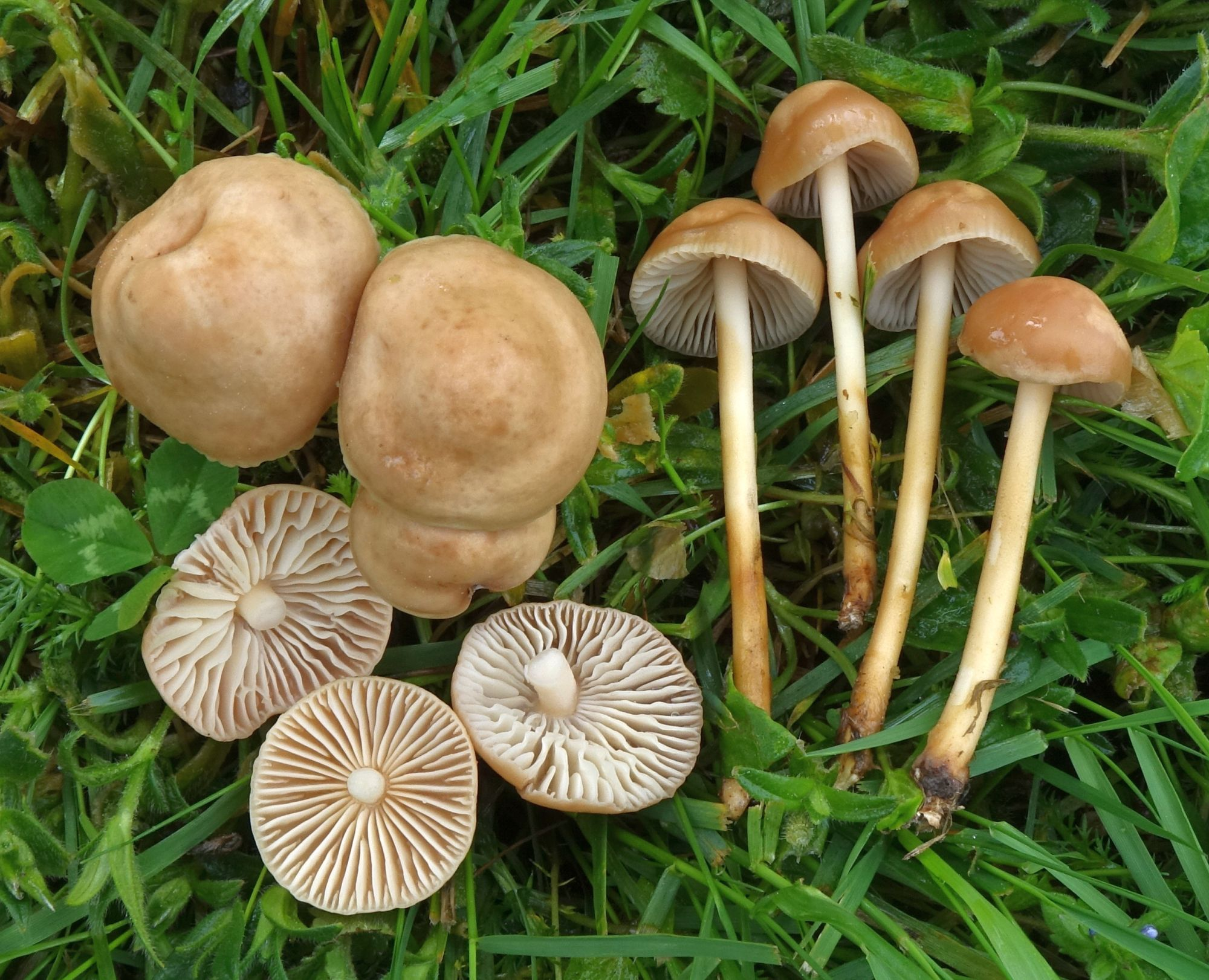
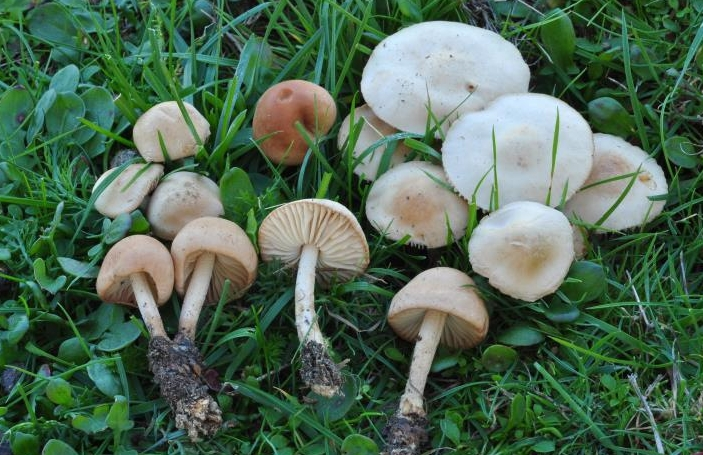

## Habitat et distribution

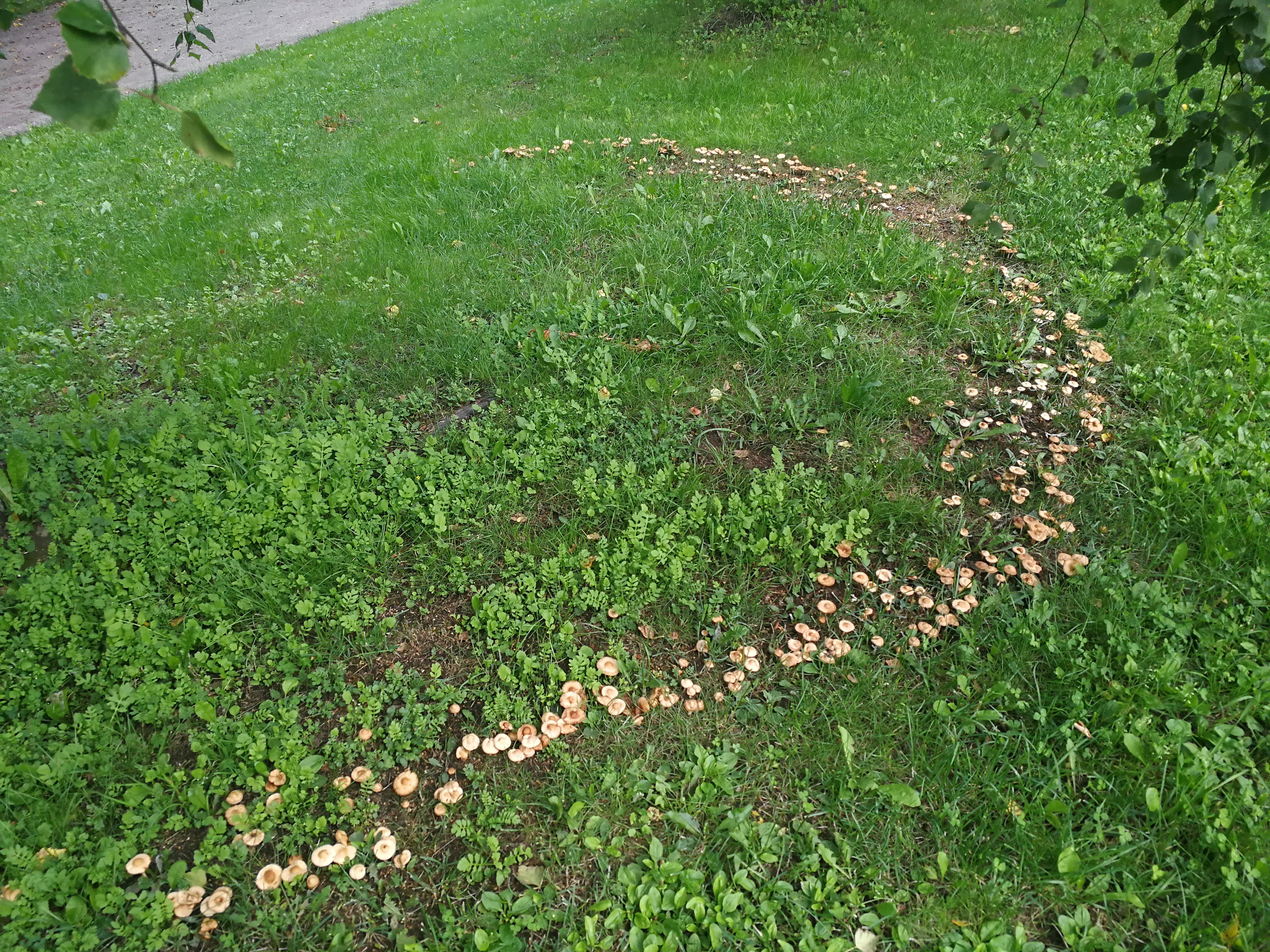
Marasmes des Oréades formant un demi rond de sorcière.

Le Marasme des Oréades pousse du printemps à l'automne, souvent en grand nombre (en touffes, alignés formant des veines qui suivent les racines sous-jacentes ou parfois en ronds de sorcières) dans les clairières, prairies, voire pelouses, et au bord des chemins. Dans l'Est du Canada, il pousse de juin à octobre, uniquement sur les pelouses.
La larve du coléoptère Pseudovadonia livida se développe dans l'humus et s'y nourrit du mycélium du Marasme des Oréades.

## Comestibilité

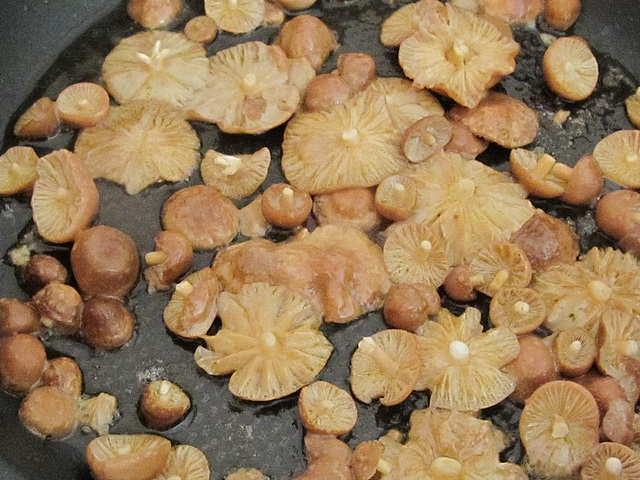
Poêlée de Marasmes des Oréades.

Le marasme des Oréades est un comestible réputé. Il est cuisiné notamment en omelette. Il se prête aussi particulièrement bien à la dessiccation. Le pied coriace est généralement jeté, ou utilisé pour parfumer un bouillon.

## Confusions possibles
Les Marasmes comptent, comme dit plus haut, de très nombreuses espèces assez semblables, ne différant parfois que par des caractères microscopiques, et qui ne sont pas toutes aussi goûteuses, voire pas toutes comestibles.
Les débutants pourront également confondre, sans grand danger, Marasmius oreades avec certains Laccaires, à la couleur plus uniforme et l'habitat plus forestier. D'autres confusions, plus grossières mais plus dangereuses, ont été signalées avec de petits clitocybes comme le clitocybe laiteux Clitocybe rivulosa, de taille similaire, avec un pied légèrement plus épais et un peu plus blanc, des lamelles plus serrées et décurrentes. Cette espèce graminicole pousse dans les mêmes milieux que Marasmius oreades et parfois aussi en ronds de sorcières. La prudence est de mise, car ce clitocybe est considéré comme très toxique. Des confusions et intoxications ont aussi été notées avec des Inocybes, par exemple Inocybe aeruginascens qui peut fructifier dans des milieux similaires. En Allemagne, plus de 20 cas d'intoxications ont été rapportés en lien avec cette confusion.